# Kenny Kwan
Kenny Kwan Chi-Bun (chino tradicional: 關智斌, chino simplificado: 关智斌; nacido el 30 de diciembre de 1980-, en Filipinas) conocido como Kenny Kwan es un cantante, compositor y actor hongkonés.

## Biografía
Nacido en Filipinas, pero se crio y creció en Hong Kong. 
Su familia es originaria de Kaiping, Guangdong, China.

## Carrera
Lanzó sus primeros trabajos discográficos bajo el sello musical de "Entertainment Group". 
A sus 20 años edad, él y su amigo, Steven Cheung, formaron parte de una banda musical llamada Boy'z, que actualmente se lo conoce como el grupo Sun Boy'z.
En el 2005, le pidieron a Kenny dejar Boy'z, para que pudiera continuar su carrera como cantante solista. Desde entonces él ha publicado tres álbumes entre los meses y años de julio de 2005, diciembre de 2005 y julio de 2006, álbumes titulados como "Oncoming", "Musick" y "Mie Wo Sagashite", respectivamente. El 13 de julio de 2006, Kenny lanzó su álbum más reciente titulado "Mie Wo Sagashite", con la publicación de un libro de fotografías de 160 páginas.
En el 2007, Kenny fue huésped de la "Gala de Éxito" organizado en Vancouver, Canadá, donde actuó y recaudado dinero para una organización. Kenny interpretó un tema musical junto al grupo Sun Boy'z, con una canción titulada "3 + 1 = 1", publicado en su segundo álbum titulado "All For 1". Siendo su primera colaboración, con esta agrupación a la que perteneció.
En el 2010, Kenny y Steven, se reunieron con la banda Boyz, en colaboración para lanzar su próximo álbum titulado "Ready to Go" en el 2011. Más adelante lanzó su próximo álbum titulado "Ready to Go", en la que fue reconocido con los premios "The Best Mandarin Song" en el 2012, junto a AK y William Chan.
En 2020 se unirá al elenco de la serie The Twin Flower Legend donde dará vida a .

## Filmografía[2][3]

### Películas
- The Death Curse (2003)
- Pa Pa Loves You (2004)
- New Police Story (2004) [cameo]
- Fantasia (2004)
- Love Battlefield (2004)
- 6 AM (2004)
- Bug Me Not! (2005)
- A Chinese Tall Story (2005)
- Trivial Matters (2007)
- The Sparkle in the Dark (2008)
- The Deserted Inn (2008)
- Stage of Youth (2008)
- Pandora's Booth (2009)
- The Jade and the Pearl (2010)
- Nightmare (2011)
- Who in the Mirror (2012)
- The Fox Lover (2013)
- As the Light Goes Out (2014)

### Series de televisión
- 2020 - presente: The Twin Flower Legend

## Discografía
- 2005: Oncoming
- 2005: Musick
- 2006: Mie Wo Sagashite
- 2007: In Progress
- 2008: Kenny's Essentials